# 아오시마역
아오시마역(일본어: 青島駅)은 일본 미야자키현 미야자키시에 위치한 규슈 여객철도 니치난 선의 철도역이다. 단선 · 섬식의 형태를 합친 2면 3선의 복합 승강장 구조를 갖춘 지상역이다.

## 이용 현황
| 승차 인원 추이 | 승차 인원 추이 |
| 연도           | 1일 평균       |
| -------------- | -------------- |
| 2002           | 99             |
| 2003           |                |
| 2004           | 76             |
| 2005           | 71             |
| 2006           | 58             |
| 2007           | 57             |
| 2008           | 54             |
| 2009           | 56             |
| 2010           | 51             |
| 2011           | 53             |
| 2012           | 60             |

## 역 주변
- 국도 제220호선
- 아오시마 온센
- 미야자키 시청 아오시마 지역 센터

## 역사
- 1963년 5월 8일 : 개업.
- 1987년 4월 1일 : 일본국유철도 분할 민영화에 의해, 규슈 여객철도가 승계.
- 1992년 12월 1일 : 무인화.
- 2009년 10월 10일 : 역사 내에 컨시어지 아오시마가 입주.

## 인접 역
| 니치난 선                        | 니치난 선               | 니치난 선            |
| -------------------------------- | ----------------------- | -------------------- |
| 고도모노쿠니 미나미미야자키 방면 | ■ 쾌속 '니치난 마린 호' | 이비이 시부시 방면   |
| 고도모노쿠니 미나미미야자키 방면 | ■ 보통                  | 오류자코 시부시 방면 |